# Rowland Greenberg
Rowland Charles Wentworth Greenberg (Oslo, 28 augustus 1920 - 2 april 1994) was een Noorse jazz-trompettist en wielrenner. Hij was een van de belangrijkste Noorse jazzmusici uit de jaren veertig en vijftig.
Voor zijn muzikale loopbaan begon, was Greenberg wielrenner. In 1937 werd hij kampioen van Oslo op de baan (1000 meter) en op de weg (20 kilometer). Een jaar later was hij nationaal jeugdkampioen op de weg (20 kilometer).
Als musicus werd hij beïnvloed door Nat Gonella. In 1938 speelde hij als gast in de Hot Dogs en in de Funny Boys. Hij ging naar Engeland met George Shearing en Vic Lewis en leidde in de periode 1939-1941 de groep Rowland Greenberg Swing Band, met onder meer Pete Brown op drums. In de oorlogsjaren had hij ook nog een andere groep, Rowland Greenberg Rytmeorkester (1940-1944). De Duitse overheersers banden een plaat van Greenberg en gooiden hem in 1943 in de gevangenis omdat hij jazzfilms bekeek. Na zijn vrijlating speelde hij in Zweden en Engeland en toerde hij in Noorwegen met zijn band, die het Noorse publiek liet kennismaken met de nieuwste jazz: bebop (1948-1950). Greenberg nam deel aan de All-Star Trumpets Session op het jazzfestival in Parijs (1949), naast onder meer Miles Davis, Bill Coleman en Jimmy McPartland. Tijdens zijn tournee door Zweden in 1950 werd hij begeleid door saxofonist Charlie Parker. Ook speelde hij met trompettist Louis Armstrong, in 1952. In de jaren vijftig speelde hij vaak in orkesten, onder meer van Egil Monn-Iversen. Hij leidde zijn eigen bands en speelde onder meer met Ben Webster (in 1969) en pianist Teddy Wilson.

## Discografie
- How About You?, Gemini, 1988
- Portrait of a Norwegian Jazz Artist, Gemini, 2001

- Gemeinsame Normdatei: 17385415X
- International Standard Name Identifier: 0000 0000 4088 2045
- Library of Congress Control Number: no98032969
- MusicBrainz: 4126ab72-737b-4cee-b843-2f539fd58055
- Virtual International Authority File: 61145971489832332178